# Ratpenat llengut bru
El ratpenat llengut bru (Lichonycteris obscura) és una espècie de ratpenat de la família dels fil·lostòmids. Viu a Centreamèrica i la meitat nord de Sud-amèrica. És l'única espècie del gènere monotípic Lichonycteris.

## Distribució i hàbitat
Aquesta espècie viu a Mèxic, l'est de Guatemala, el sud de Belize, Hondures, Panamà, l'oest de Veneçuela, Guaiana, el nord del Perú, Bolívia, i la selva amazònica del Brasil. Viu des del nivell del mar fins als 1.000 metres. Se sap que a Bolívia viu fins als 500 metres sobre el nivell del mar, mentre que a l'Equador i al Perú viu fins als 900 i 800 metres respectivament. Al sud del Brasil hi viu una població aïllada.